# NGC 7277
NGC 7277 је спирална галаксија у сазвежђу Јужна риба која се налази на NGC листи објеката дубоког неба.
Деклинација објекта је - 31° 8' 45" а ректасцензија 22h 26m 10,9s. Привидна величина (магнитуда) објекта NGC 7277 износи 13,3 а фотографска магнитуда 14,1. NGC 7277 је још познат и под ознакама ESO 467-59, MCG -5-53-4, IRAS 22233-3123, PGC 68861.